# Josée Ruiter
Johanna Andrea Timothea Maria (Josée) Ruiter (Alkmaar, 1 januari 1947) is een Nederlands actrice.
Aanvankelijk wilde Ruiter het onderwijs in. Na het behalen van haar hoofdakte heeft zij een jaar voor de klas gestaan. Daarna ging zij naar de toneelschool in Maastricht en figureerde daarvoor nog bij de Nederlandse Comedie. Elise Hoomans haalde haar in 1971 bij toneelgroep Theater in Arnhem. Van (1975-1980) was Het Publiekstheater in de Stadsschouwburg in Amsterdam haar artistieke thuis. Daarna korte tijd Globe in Eindhoven. De Medea (februari 1982) met Canci Geraerts was een eclatant succes (verfilmd door Frans Zwartjes). De periode daarna met Apostolos Panagopoulos kwam minder fraai aan een eind (november 1986). Daarna werd ze zoekende met eigen stichting en producties. Ten slotte (augustus 1988) ging ze naar het Nationale Toneel in Den Haag. Ze heeft veel rollen op haar naam staan en werd diverse malen onderscheiden. Naast acteerwerk deed zij ook ervaring op als regisseur, werkte mee aan hoorspelen op de radio en schreef vier solo's. Met Wilhelmina zonder Franje (de eerste) heeft ze met haar partner Marly Knoben (ex-danseres N.D.T. die haar regisseerde) veel van de wereld gezien.

## Theater/Televisie/Film (door elkaar)
De Toneel monologen (in eigen beheer) hebben allemaal een reprise gekend.
2006
- Colette (monoloog zelf geschreven: 4 personages)[1]
- Rozengeur & Wodka Lime - (psychologe) - televisie
- Spoorloos verdwenen - (Diane Houtman) - televisie

2004
- Vrouwen van Tsjechov - monoloog zelf geschreven: 9 personages

2001
- Bij Rinter Theater Producties: Louis Couperus, een grote ziel - monoloog zelf geschreven: 6 personages
- Bij Het Nationale Toneel als gast: Tiny Alice - (de advocaat)

1998
- Bij Het Noordelijk Toneel: Les Liaisons Dangereuses - (markiezin de Merteuil) - nominatie 2de Theo d'Or
- Rouw past Elektra - (Christine) (laatste voorstelling op 16 januari 1999)

1997
- Bij Robert-Jan Grunfeld: The drowning of Mrs. Woolf - (Virginia Woolf)

1996
- Bij het Noord Nederlands Toneel: Medea - (titelrol)
- Bij het Haarlems Toneel: Stomme Koe - (Peggy Jansen)

1995
- Bij Jacq. Senf: Dagboek van Anne Frank - (moeder Edith)
- Bij het Nationale Toneel: Julius Caesar -  (Calpurnia)
- Bij Josée Ruiter Speelt: Wilhelmina zonder Franje - (Wilhelmina / Van 't Sant)
- De Vrouw met het Masker (film) - (Maria van Hongarije)

1994
- De pianiste (televisie)
- De vlinder tilt de kat op  (film) - (wijkverpleegster)
- Het Evenwicht - (Marianne Abel)

1993
- King Lear - (Goneril)
- Medisch Centrum West  (televisie) - (president van de rechtbank)
- Oeroeg  (film)  - (Lida)
- Vaarwel (film) - (hoofdrol)

1992
- Mijn Garbo (film)

1991
- Een ideale echtgenoot - (Mrs. Cheveley)
- Slotkoor - (vrouw 4 en Anita von Schastorf)

1990
- Macbeth - (The Lady)
- De Bezoekers - (Edna Gruber)
- La Música - (Zij)

1989
- Hebriana - (Lena)
- De Tijd en het Vertrek - (Marie Steuber)

1988
- bij Het Nationale Toneel: Ritter, Dene, Voss  - (Ritter)
- Het licht in de Ankara Express (televisie)  - (de vrouw)

1987
- bij Stichting Zeno: Gluck  - (regie)
- Vrouw van de Zee  - (Ellida)

1986
- Alkeste  - (diverse personages)
- Jeanne d'Arc  - (Jeanne)

1985
- Het duel/de dode stad  - (Eleonora Duse)
- Eurydice  - (titelrol)

1984
- Dora  - (Dora) bij Sater/Persona.
- Vreemd land (film)

1983
- Doorspelen Duet for One
- Medea (film van de voorstelling)
- Sanne (televisieserie)  - (Heleen Bender)
- De Stille Oceaan (film) - (hoofdrol)

1982
- Bij Jacq. Senf: Duet for One  - (Stephanie Abrahams)
- Antigone  - (Antigone)
- Het beest (film)  - (Martine)
- De Tijd (film)
- Het inzicht (televisie)  - (Anita)

1981
- Video en Julia (film)  - (hoofdrol)
- Hofscenes -  (Eboli)
- Cecile  - (Cecile)
- Ontmoetingen (televisie)  - (Dolly Deurling)

1980
- Bij Globe: Het Atelier  - (Mimi)
- Suus  - (Suus 2)
- Rotter  - (Elizabeth)
- Drie verhalen rond twee vrouwen (televisie)  - (3 × 'n vrouw)

1979
- Antigone  - (Antigone)
- Een huwelijk(televisie)  -  (Emma Blank) (Nimph d'Or in Monte Carlo)
- Lucifer  (theater en televisie) - (Uriel)
- Vijf van de Vierdaagse (film)  - (Armance)
- Beeldspraak: Carry van Bruggen (televisie)  - (Carry)

1978
- Agnes B  - (Agnes Bernauer)
- Doodzonde (film) - (Josée)

1977
- De Vergaderzaal (televisieserie)
- De Kersentuin  - (Anja)
- Medea (koor)
- Een Meeuw  - (Nina)
- Vuile Handen  - (Olga)

1976
- De Opgaande Zon  - (Sonja)
- Hamlet  - (Ophelia)
- Van oude mensen, de dingen die voorbij gaan (televisie)  - (Amelie)

1975
- Ballingen  - (Beatrice Justice)
- Esther (televisie)  - (Esther)
- Flanagan (film)  - (Lili)
- Klaverweide (televisie)  - (Thea Kuipers)
- Bij Het Publiekstheater: Elektra  - (Chrysothemis)
- De Opgaande Zon  - (Sonja)

1974
- Merijntje Gijzens Jeugd (televisieserie) - (Anne Walter)
- De vijf van de vierdaagse  (film) - (Hippiemeisje)
- De Mammoef-kinderen  - (regie)
- Emilia Galotti. Gravin Orsina  - (Colombina!)
- Geen Mannen meer  - (Joanne)

1973
- Waaldrecht  - (Gea Schippers, verpleegster)
- Vaarwel (eerste? film van Guido Pieters)
- De sterkere (televisie)  - (Mejuffrouw X)
- Moeder Courage en haar kinderen  - (Yvette Poitier)
- De Min in het Lazarushuys  - (Isabella)

1972
- De Prijsuitreiking.  - (Ruth)
- Kind van de zon (film)  - (Anna)
- Don Juan, terug uit de oorlog  - (diverse rollen)
- Maak je niet dik ma  - (ma)
- Moeder Courage en haar kinderen  - (Yvette Poitier)
- De Min in het Lazarushuys  - (Isabella)
- De Mammoef-kinderen -  (regie)
- Emilia Galotti  - (Gravin Orsina) (Colombina!)

1971
- Eerste rol bij Theater: Onder het Melkwoud  - (Lily Smalls en ensemble)
- Haute Couture  - (Anna)
- De Rit over het Bodenmeer -  (Henny Porten)
- Es oh Es, of stop je het nu in de ijskast?  - (Pita)

1970
- Magic Afternoon (toneelschoolproductie)  - (Brigitte)
- De Hoer en de Non  - (de non)

## Prijzen en een Koninklijke Onderscheiding
- 2008 - Ridder in de Orde van de Nederlandse Leeuw
- 1980 - Theo d'Or (voor Antigone)
- 1980 - Nymphe d'Or (een gouden nimf voor Een Huwelijk) televisie)
- 1975 - Colombina (voor Emilia Galotti)

- Gemeinsame Normdatei: 108016264X
- International Standard Name Identifier: 0000 0004 4938 8050
- Nederlandse Thesaurus van Auteursnamen: 074439405
- Virtual International Authority File: 280197511
- WorldCat: E39PBJxMpDCwFfq68MPrVpTCQq